# TDMA
Time Division Multiple Access (TDMA) je deterministická metoda přístupu k médiu pro sítě se sdíleným médiem, která umožňuje více uživatelům sdílet stejný frekvenční kanál rozdělením komunikace na časové intervaly nazývané časové sloty. Zařízení každého z uživatelů vysílá pouze v přidělených časových intervalech, což umožňuje více stanicím sdílet stejné přenosové médium (např. kanál rádiových frekvencí), při využití pouze části kapacity kanálu. TDMA bylo poprvé využito pro komunikaci s telekomunikační družicí Westar 3 společnosti Western Union v roce 1979. Od té doby se používá v družicových komunikačních systémech, vojenských radiostanicích a především v mobilních sítích, počínaje sítěmi 2G, jako je GSM, IS-136, Personal Digital Cellular (PDC) a iDEN. Další oblastí využití jsou pasivní optické sítě, kde se používá pro přenos ve směru k operátorovi (upstream).

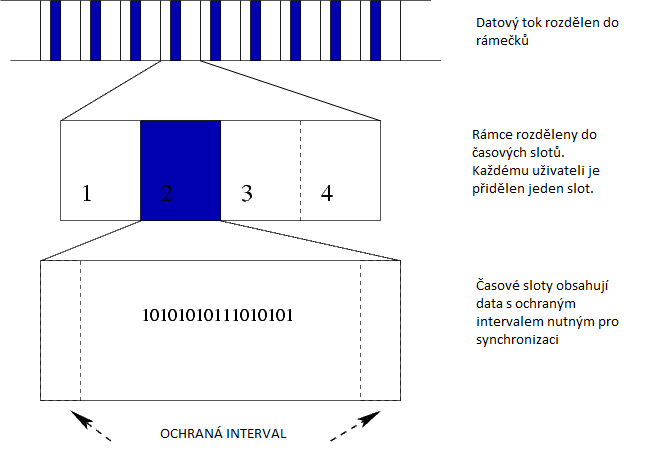
TDMA struktura ukazující rozdělení datového proudu do rámců, a rozdělení rámců do časových slotů.

TDMA je druh časového multiplexu, u něhož s jedním přijímačem komunikuje několik vysílačů. V mobilních sítích vyžaduje tento přístup poměrně komplikované řízení, protože mobilní telefon se může pohybovat a měnit časový posun nutný pro přenos signálu. Pokud je v síti více (bezdrátových) zařízení, mohou se synchronizovat pomocí GPS, čímž se účinněji předchází kolizím.

## Charakteristika TDMA
- Jeden nosný kmitočet sdílí více uživatelů
- Přerušovaná komunikace zjednodušuje předání spojení
- Přerušované vysílání zvyšuje výdrž baterie mobilního telefonu
- Při dynamickém TDMA lze přidělovat sloty na vyžádání
- Nevyžaduje tak přísnou regulaci výkonu jako CDMA díky omezenému rušení mezi buňkami
- Vyšší synchronizační režie než u CDMA
- Pro vysoké přenosové rychlosti může být nezbytná rozšířená ekvalizace, pokud je kanál „frekvenčně selektivní“ a vytváří mezisymbolové rušení (intersymbol interference – ISI)
- Cell breathing (zapůjčení prostředků od sousedních buněk) je složitější než v CDMA
- Složitější přidělování slotu a frekvence
- Pulzující výkonová obálka může způsobovat vzájemné rušení s jinými zařízeními

## TDMA v mobilních telefonních systémech

### 2G sítě
Většina celulárních systémů druhé generace jako GSM, D-AMPS, PDC, iDEN, a PHS, je založena na TDMA; významnou výjimkou je IS-95, který používal CDMA. GSM kombinuje TDMA s tzv. Frequency Hopping a širokopásmovým přenosem, aby se minimalizovaly běžné druhy rušení.
V systému GSM je synchronizace mobilních telefonů dosaženo zasláním předem časovaných příkazů od základnové stanice, která instruuje mobilní telefony, o kolik dříve mají vysílat. Tím se kompenzuje zpoždění vyplývající z konečné rychlosti šíření rádiových vln. Mobilní telefony nemohou vysílat po celou dobu přiděleného časového slotu, ale na konci každého časového slotu je ochranný interval. Pokud paket přijatý od mobilního telefonu naruší ochranný interval, mobilní síť upraví časový posun, aby zajistila synchronizaci přenosu.
Počáteční synchronizace telefonu vyžaduje ještě větší péči. Před přenosem není žádná možnost jak zjistit potřebný offset. Z tohoto důvodu musí být celý časový slot věnován mobilním telefonům pokoušejícím se kontaktovat síť (známé jako RACH v GSM). Mobil se pokusí vysílat na začátku časového slotu, jak jej přijal od sítě. Pokud se mobil nachází blízko základnové stanice, bude zpoždění způsobené šířením signálu velmi malé, a vyslaná data dorazí v časovém slotu. Pokud je však mobilní telefon v maxiální vzdálenosti 35 km od základnové stanice, zpoždění vlivem šířením signálu způsobí, že vysílání dorazí až na konci časového slotu. V takovém případě bude mobilu řečeno, aby začal vysílat své zprávy téměř o celý časový slot dříve, než by se jinak dalo očekávat. A konečně, v případě, že mobilní telefon je mimo 35 km oblast v GSM, pak RACH dorazí v sousedním časovém slotu a ten je pak ignorován. Je to právě tato vlastnost, nikoli omezení síly, která omezuje rozsah GSM buňky na 35 km, pokud nejsou použity žádné speciální rozšíření techniky. Změnou synchronizace mezi uplink a downlink na základnové stanici lze toto omezení překonat.

### 3G sítě
Ačkoli většina systémů 3G je založena především na CDMA, time division duplexu (TDD), plánování paketů (dynamický TDMA) a paketově orientované přístupy jsou k dispozici v 3G v kombinaci s CDMA pro využití výhod obou technologií.
Zatímco nejrozšířenějšní forma 3G systému UMTS používá CDMA a frequency division duplex (FDD) místo TDMA, TDMA je v kombinaci s CDMA a Time Division duplexem ve dvou standardních UMTS UTRA

## TDMA v kabelových sítích
ITU-T G.hn standard, který nabízí vysokorychlostní místní počítačové sítě přes stávající domácí elektroinstalace (elektrické vedení, telefonní linky a koaxiálních kabelů) je založen na systému TDMA. V G.hn, „master“ zařízení přiděluje „Contention-Free Transmission Opportunities“ (CFTXOP) jiným „slave“ zařízením v síti. V každém okamžiku smí používat CFTXOP pouze jedno zařízení, čímž se zabrání kolizím.
Protokol FlexRay, který se používá v „Safety-critical“ systémech pro komunikaci v moderních autech, používá metodu TDMA pro řízení přenosu dat.

## Srovnání s ostatními systémy s vícenásobným přístupem
V radiových systémech se TDMA obvykle používá s Frequency-Division Multiple Access (FDMA) a s duplexem s frekvenčním dělením (FDD); tato kombinace se označuje jako FDMA/TDMA/FDD. Takto pracují sítě GSM a IS-136. Odlišně fungují mikrobuňkové systémy DECT a PHS, varianta UMTS označovaná UMTS-TDD, a čínské TD-SCDMA, které využívají duplex s časovým dělením (TDD), v němž jsou základnové stanici a mobilnímu telefonu přiděleny různé časové sloty na stejné frekvenci.
Hlavní výhodou tohoto přístupu je to, že rádiová část mobilu s TDMA vysílá a přijímá pouze ve vlastním časovém slotu. Po zbytek času může mobil provádět měření sítě a detekci okolních vysílačů na jiných frekvencích. To umožňuje bezpečné předání interních frekvencí, které je v CDMA systémech obtížné; v IS-95 není podporované vůbec, a v Universal Mobile Telecommunications System (UMTS) je podporováno prostřednictvím komplexních systémových doplňků. To umožňuje koexistenci mikrobuňkových vrstev s makrobuňkovými vrstvami.
Pro srovnání, CDMA podporuje „soft hand-off“ metodou „same-frequency handover“, který umožňující mobilnímu telefonu, aby komunikoval až se 6 základnovými stanicemi současně. Kvalita přijímaných paketů je porovnávána, a je vybrán nejlepší. Tato výhoda se však může ztrácet ve špičkách kvůli jevu nazývanému CDMA „cell breathing“, kdy terminál na hranici dvou přetížených buněk není schopen přijímat signál bez rušení.
Nevýhodou TDMA systémů je, že vytváří elektromagnetická rušení na frekvenci, která je přímo propojena s délkou časového slotu. Jedná se o šum, který může být někdy slyšet, pokud TDMA telefon je vedle rádia nebo reproduktory. Další nevýhodou je, že mrtvý čas mezi časovými sloty omezuje potenciální propustnost TDMA kanálu. Ty jsou implementovány částečně z důvodu obtížného zajištění toho, že různé terminály budou vysílat přesně v určené době pro přenos. Mobilní telefony, které se pohybují, musí neustále přizpůsobovat své časování, aby zajistily, že paket vyslaný mobilem dorazí na základnovou stanici přesně ve správný čas. Pokud se pohybují dále od základnové stanice, bude signálu trvat déle než dorazí. To také znamená, že hlavní TDMA systémy mají pevné limity na velikost buněk, pokud jde o rozsah, i když v praxi výkonové úrovně které mají povinnost přijímat a vysílat na vzdálenost větší, než je podporovaný rozsah, budou většinou stejně nepraktické.

## Dynamické TDMA
Při vícenásobném přístupu s dynamickým dělením času plánovací algoritmus dynamicky vyhrazuje proměnný počet časových slotů v každém rámci na proměnlivé bitové rychlosti datových toků, na základě poptávky po přenosu každého datového toku.
Dynamické TDMA se používá v:
- Intelbras WISP+ Radios - iPoll(tm) is TDMA based protocol
- Ubiquiti airMAX Radios
- HIPERLAN/2 broadband radio access network.
- IEEE 802.16a WiMax
- Bluetooth
- The Packet radio multiple access (PRMA) method for combined circuit switched voice communication and packet data.
- TD-SCDMA
- ITU-T G.hn